# 스케르초 4번 (쇼팽)
프레데리크 쇼팽이 작곡한 《스케르초 4번 마장조 작품번호 54》는 1842년 노앙에서 작곡되었다.
이 스케르초는 1843년에 출판되었다. 앞의 세 개의 스케르초(Op. 20, Op. 31, Op. 39)와 달리 여전히 예외적으로 열정적이고 극적인 순간을 가지고 있지만 일반적으로 기질이 차분하다. 스케르초는 론도 소나타 형식으로 폴란드 민요를 기반으로 한 C-sharp 단조의 트리오로 간다. 쇼팽의 4개의 스케르초 중 주로 장조로 된 유일한 것이다.